# Glyptometra inaequalis
Glyptometra inaequalis är en sjöliljeart som först beskrevs av Carpenter 1888.  Glyptometra inaequalis ingår i släktet Glyptometra och familjen Charitometridae. Inga underarter finns listade i Catalogue of Life.